# 502 Sigune
502 Sigune è un asteroide della fascia principale del diametro medio di circa 15,98 km. Scoperto nel 1903, presenta un'orbita caratterizzata da un semiasse maggiore pari a 2,3832429 UA e da un'eccentricità di 0,1792882, inclinata di 25,01093° rispetto all'eclittica.
Il suo nome è dedicato a Sigune, un personaggio del romanzo Auch Einer, pubblicato nel 1879 dal filosofo tedesco Friedrich Theodor Vischer.